# Powieść panoramiczna
Powieść panoramiczna – rodzaj powieści realistycznej, która przedstawia różnorodne i ważne dla danej epoki zjawiska w sposób przekrojowy. Autor powieści zmierza do opisu świata z perspektywy ponadjednostkowej. Przykładem może być powieść Elizy Orzeszkowej – Nad Niemnem.